# One Love (альбом Blue)
One Love (укр. Одна любов) — другий студійний альбом британського бой-бенду Blue, виданий 4 листопада 2002 року в Британії і 21 жовтня 2003 в США. Альбом досяг першого місця в UK Albums Chart, де протримався 2 тижні. 20 грудня 2003 року альбом був сертифікований як 4-платиновий в Об'єднаному Королівстві. В сумі альбомів і синглів було продано понад 5 млн копій по всьому світу.

## Трек-лист
1. One Love — 3:33
2. Riders — 3:45
3. Flexin' — 4:02
4. Sorry Seems To Be The Hardest Word (з участю Елтона Джона) — 3:41
5. She Told Me — 4:01
6. Right Here Waiting — 3:30
7. U Make Me Wanna — 3:38
8. Ain't Got You — 4:33
9. Supersexual — 3:40
10. Don't Treat Me Like a Fool — 3:53
11. Get Down — 4:10
12. Privacy — 4:00
13. Without You — 3:27
14. Invitation — 3:33
15. Like a Friend — 4:15

## Сертифікації
| Регіон                                                                                          | Сертифікація  | Продажі    |
| ----------------------------------------------------------------------------------------------- | ------------- | ---------- |
| Німеччина (BVMI)                                                                                | Золотий       | 150 000^   |
| Японія (RIAJ)                                                                                   | Платиновий    | 200 000^   |
| Нова Зеландія (RIANZ)                                                                           | Золотий       | 7500^      |
| Швейцарія (IFPI Switzerland)                                                                    | Золотий       | 20 000^    |
| Велика Британія (BPI)                                                                           | 4× Платиновий | 1 200 000^ |
| Підсумки                                                                                        |               |            |
| Європа (IFPI)                                                                                   | 2× Платиновий | 2 000 000* |
| *продажі, що базуються лише на сертифікаціях ^відвантаження, що базуються лише на сертифікаціях |               |            |